# 다마가와촌 (도쿄부)
다마가와촌(玉川村)은 도쿄부 에바라군에 일찍이 존재했던 촌이다. 현재의 세타가야구 남부에 해당한다.

## 역사
- 1889년 5월 1일 - 정촌제 시행에 수반해 에바라군 다마가와촌이 성립하였다.
- 1932년 10월 1일 - 에바라군 전체가 도쿄시에 편입되어, 다마가와촌의 구역에 세타가야구가 신설되었다.

## 교통

### 철도
- 다마카와 전기철도 (현 도큐전철)
  - 다마카와선
  - 기누타선
- 메구로 가마타 전철
  - 오이마치선
  - 메구로선
- 이케카미 전기철도(현 도큐급행전철)
  - 신오쿠사와선

## 관련서적
- 東京市臨時市域擴張部 『荏原郡玉川村現状調査』 1931年